# 天咲光由
天咲 光由（あまさき みゆ、2002年4月25日 - ）は、日本の女性プロレスラー。京都府京都市出身。スターダム所属。血液型O型。

## 所属
- スターダム（2022年 - ）

## 来歴
高校卒業後、2021年春にスターダムへ入門。2022年2月19日、プロテスト合格。
2022年
3月11日に東京・品川インターシティホール開催のスターダム主催『NEW BLOOD 1』におけるメインイベントにて林下詩美とのシングルマッチでデビュー。敗れはしたが、その場で林下の所属するユニット「Queen's Quest」加入が決まった。
翌3月12日、東京・ベルサール高田馬場大会にて、Queens Questと大江戸隊によるユニット対抗戦の綱引きマッチにおけるメインイベントで、スターライト・キッドとのシングルマッチに敗れる。
3月13日、東京・後楽園ホール大会のタッグマッチで初勝利（直接勝利したのはパートナーのAZM）。
4月24日、京都・KBSホール大会でのメインイベントとなる8人タッグマッチにて、ダブルアーム式変型フェイス・バスターの天聖で月山和香から自力初勝利。
6月からSTARDOM 5★STAR GP本戦への出場権争奪リーグ戦に参加し、6月5日の東京・後楽園ホール大会では向後桃をブリッジの体勢で押さえ込む「天橋立」で破りシングル初勝利を上げるも、2勝2敗の成績で本戦出場を逃す。
7月8日、「NEW BLOOD 3」のメインにて「超新星5番勝負」初戦となるジュリア戦に敗れる。
8月26日、「NEW BLOOD 4」のメインにて「超新星5番勝負」第2戦となる中野たむ戦に敗れる。
2023年
3月19日、「天咲光由凱旋記念大会」のメインにて高橋奈七永相手に「パッション注入マッチ」に臨むも敗れる。
3月26日、「NEW BLOOD Premium」にて「超新星5番勝負」第3戦となる朱里戦に敗れる。
5月12日、「NEW BLOOD 8」にて「超新星5番勝負」第4戦となる渡辺桃戦に敗れる。
6月2日、「NEW BLOOD 9」にて「超新星5番勝負」最終戦となるAZM戦に敗れ、結果5戦0勝5敗で終わった。
8月18日、「NEW BLOOD 10」にて安納サオリ相手に「超新星5番勝負EX」に臨むも敗れる。
2024年
6月22日、大江戸隊との「最終敗者以外4人ユニット追放イリミネーションマッチ」に敗れ、QQを去った。
7月27日、新ユニット「NEO GENESIS」結成。
10月5日、吏南を破りフューチャー・オブ・スターダム王座を獲得。

## 人物
- 天咲というリングネームには「天辺（てっぺん）に咲く」という意味が込められている。本人曰く「出された候補のうちで天咲が画数占いで一番良かった」とのこと[22]。
- デビュー前の時点でTwitterのフォロワー数は6000人を超えていた[2]。
- プロレスとの出会いは、父親が頻繁に観ていたテレビ中継。そこから興味を持ち、地元・京都のKBSホールで行われたDRAGON GATEを生観戦した[22]。DRAGON GATEでは常にヨースケ♡サンタマリアを応援したという[23]。また自身が中学生のころ、スターダム所属選手としてすでに活動していた同年齢のAZMを見て衝撃を受けたと語っている[22]。プロレスに傾倒していくうちプロレスラーを強く志すようになった。中学3年生の進路相談にて「プロレスラーになる」と教師に伝えたところ全面否定され「とりあえず高校は出ておきなさい」と諭されたことにより高校へ進学[22][注釈 1]。高校生のとき、学校のプログラムでイギリスのイースト・サセックス州ルイスに一か月間ホームステイしていた[22]。
- 小学校では野球部[22]、中学校ではバスケットボール部[23]、高校では体操部に所属していた[22]。紫雷イオが体操経験者であることを彼女の著書で知り、プロレスのための柔軟性を鍛えるべく体操部へ入部したという[23]。
- バイオリンとギターを奏でられる[注釈 2]。実家に帰ると三線を弾くこともあるという[注釈 3]。
- ウェイトレスのアルバイト経験があり、ビールの空き瓶を10本同時に持てるのが特技[22]。
- 父親の影響で阪神タイガースファン[23]。

## 得意技

### フィニッシュ・ホールド
天聖
相手をリバース・フルネルソンの体勢で捕らえ、逆さまにジャンプした勢いを利用して相手の頭部に体重をかけながら、開脚式シットダウンと同時に相手を顔面からマットに叩きつける高角度のダブルアーム式変型フェイス・バスター（ペディグリー）。練習生のころAZMと秘密特訓して身につけた技。
天橋立
左手で相手の右手を掴みながら背後に回り、相手の頭部を押さえて前転させつつ、相手の右足に体重をかけながらブリッジして丸め込み、ピンフォールする変型エビ固め。右手は終始クラッチされているため左足も固定される。ミラノコレクションA.T.直伝の技。

### その他得意技
膝十字固め
スペース・ローリング・エルボー
スイング式DDT
ドロップキック

## タイトル歴
スターダム
- 第11代フューチャー・オブ・スターダム王座
- 第34代アーティスト・オブ・スターダム王座
  - 第34代 with スターライト・キッド&AZM
- 新春ユニット対抗リーグ戦 優勝（2025年）

## 入場テーマ曲
Light of the Delight REVENGE
NEO GENESIS加入後、初代テーマ曲をアレンジして登場。
Light of the Delight
初代テーマ曲。

## 出演

### テレビ番組
- オオカミ少年 ハマダ歌謡祭（2023年7月21日、TBS）
- くりぃむナンタラ（2024年10月16日、テレビ朝日系列）
- 上田ちゃんネル（2025年7月4日、テレビ朝日系列）

## 書籍

### デジタル写真集
- 超新星な彼女（2022年8月29日、週刊プレイボーイ）
- Supernova（2022年8月29日、週刊プレイボーイ）
- ヤンマガアザーっす<YM2022年46号公開未カット>（2023年1月6日、講談社）